# Anomia
Il concetto di anomia significa letteralmente "assenza o mancanza di norme". Il termine deriva dal greco ' 'a-' (senza) e nomos (norma). Spesso è erroneamente confuso con il concetto di anarchia ("assenza di governo/autorità/gerarchia").
Come è noto, le norme sono necessarie e funzionali alla regolazione del comportamento sociale di individui o collettività (gruppi, organizzazioni, istituzioni).
Nell'Anàbasi di Senofonte, già nel IV secolo a.C. il termine anomia è associato al significato di illegalità o disprezzo per le leggi. Il termine riappare in lingua inglese nel Seicento, con riferimento non tanto al disprezzo per la legge dello Stato quanto per la legge divina.

## L'anomia secondo Durkheim
Secondo il sociologo francese Émile Durkheim, l'anomia è uno stato di cambiamento tra le aspettative normative e la realtà vissuta.
Può essere di due tipi:
- acuta: segue di solito ad un improvviso cambiamento, come la morte di un parente;
- cronica: dovuta ad un continuo mutamento sociale, proprio di una moderna società industriale.

Il concetto di anomia è centrale nelle analisi di Durkheim, soprattutto per quanto riguarda i suoi studi sul suicidio.
Durkheim, ne La divisione del lavoro sociale, 1893, e nel più noto Il Suicidio, 1897, tende a definire uno stato oggettivo di carenza normativa, piuttosto che uno stato soggettivo. Ne deriva un concetto di anomia come mancanza di norme sociali, di regole atte a mantenere, entro certi limiti appropriati, il comportamento dell'individuo. Inoltre poiché per Durkheim le regole morali vengono sempre codificate in leggi, l'anomia non si configura solo come mancanza di norme sociali, ma soprattutto come mancanza di regolazione morale.
Per Durkheim, lo stato di anomia definirebbe, in sostanza, una caratteristica del sistema culturale di riferimento (norme, valori e tradizioni), in cui l'individuo si trova inserito e non la reazione a questo, quasi che l'anomia rappresentasse in Durkheim l'antitesi della solidarietà sociale.
Da una parte la rappresentazione di un gruppo, dall'altra, con lo stato di anomia, il suo disintegrarsi.
La risposta all'anomia, secondo Durkheim, consiste in un potenziamento dei processi educativi dell'individuo.

## L'anomia secondo Talcott Parsons
Per Talcott Parsons, l'anomia non è altro che l'antitesi di una completa istituzionalizzazione... vale a dire il crollo completo di un ordine normativo. Essa si cura rafforzando le istituzioni che trasmettono valori (educazione, religione, cultura civica), ripristinando la legittimità e la fiducia nelle norme e nell'autorità ed evitando fratture tra valori culturali e strutture sociali.

## L'anomia secondo Robert K. Merton
Secondo il sociologo funzionalista Robert K. Merton (pseudonimo di Meyer R. Scholnick) il termine anomia, derivato da Émile Durkheim, assume un significato nuovo: uno scompenso, anche per la presenza di ostacoli, tra scopi esistenziali messi a disposizione dalla cultura sociale e mezzi legittimi per raggiungerli. Lo studio di Merton sull'anomia ha avuto anche importanti ricadute con riguardo alle devianze in criminologia.

## L'anomia secondo Zygmunt Bauman
Zygmunt Bauman vede nel capitalismo globale una causa di anomia diffusa: con la dissoluzione dei legami stabili (famiglia, lavoro, comunità), le persone vivono in uno stato di insicurezza strutturale. Il consumismo non sostituisce il senso delle cose, ma si limita a mascherarlo.